# Vahtivuori
Vahtivuori est un quartier du centre-ville de Kuopio en Finlande,.

## Description
Vahtivuori est située entre le centre historique et le lac Kallavesi. Il est bordé au sud par la rue Minna Canthin katu, à louest par la rue Vuorikatu, au nord par la Suokatu et à l'est par le lac Kallavesi.
Les quartiers voisins sont Maljalahti au nord, Väinölänniemi au sud et Multimäki à l'ouest.
On y trouve de nombreux monuments comme la cathédrale de Kuopio, le musée de Kuopio, le Musée d'Art de Kuopio, l'école de Snellman et le port de voyageurs.

## Lieux et monuments

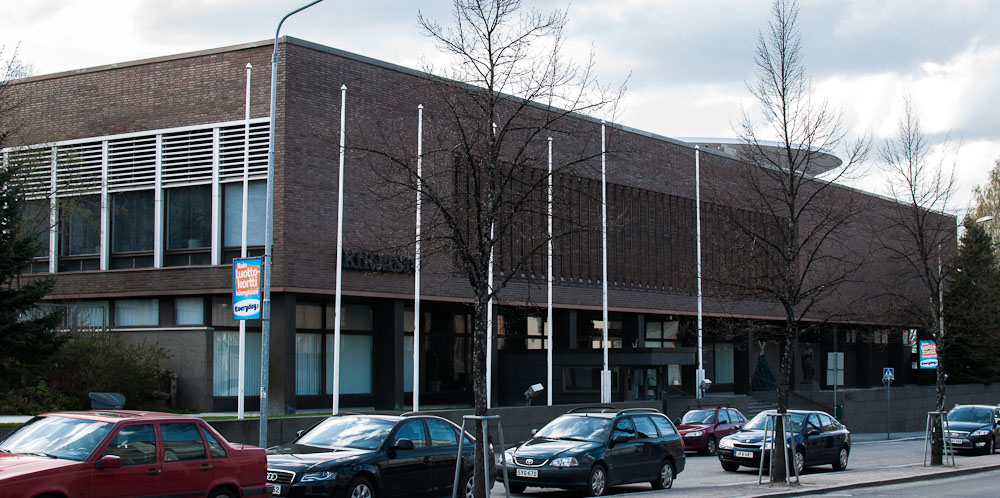
Bibliothèque municipale de Kuopio.
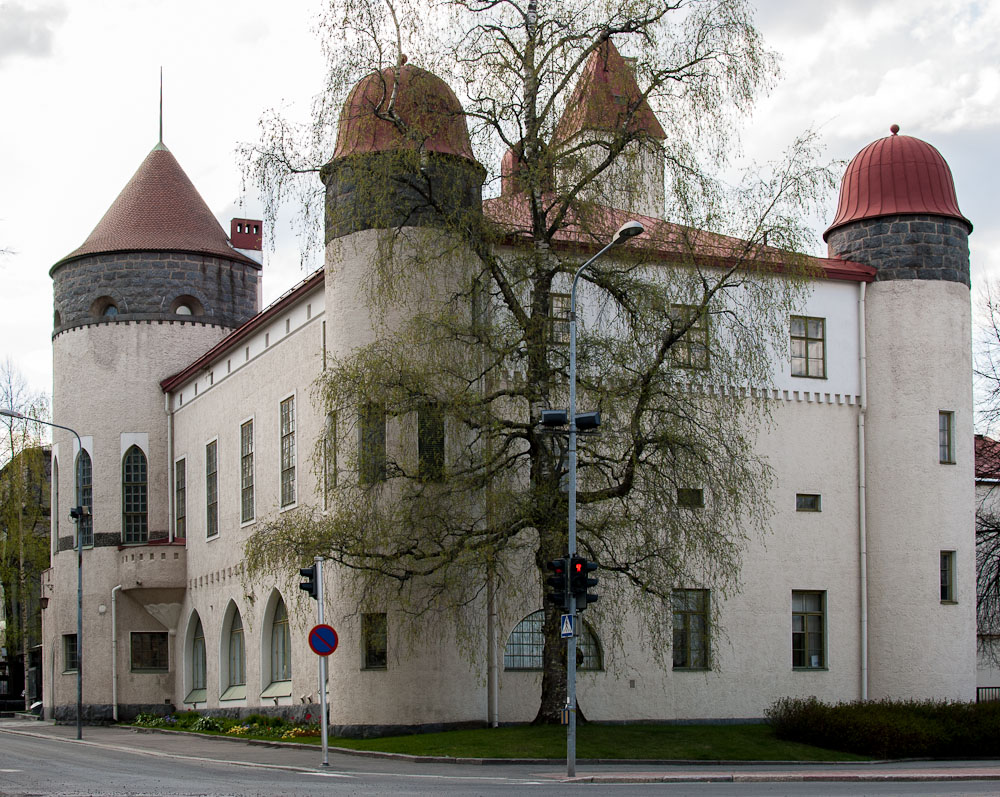
Musée de Kuopio.
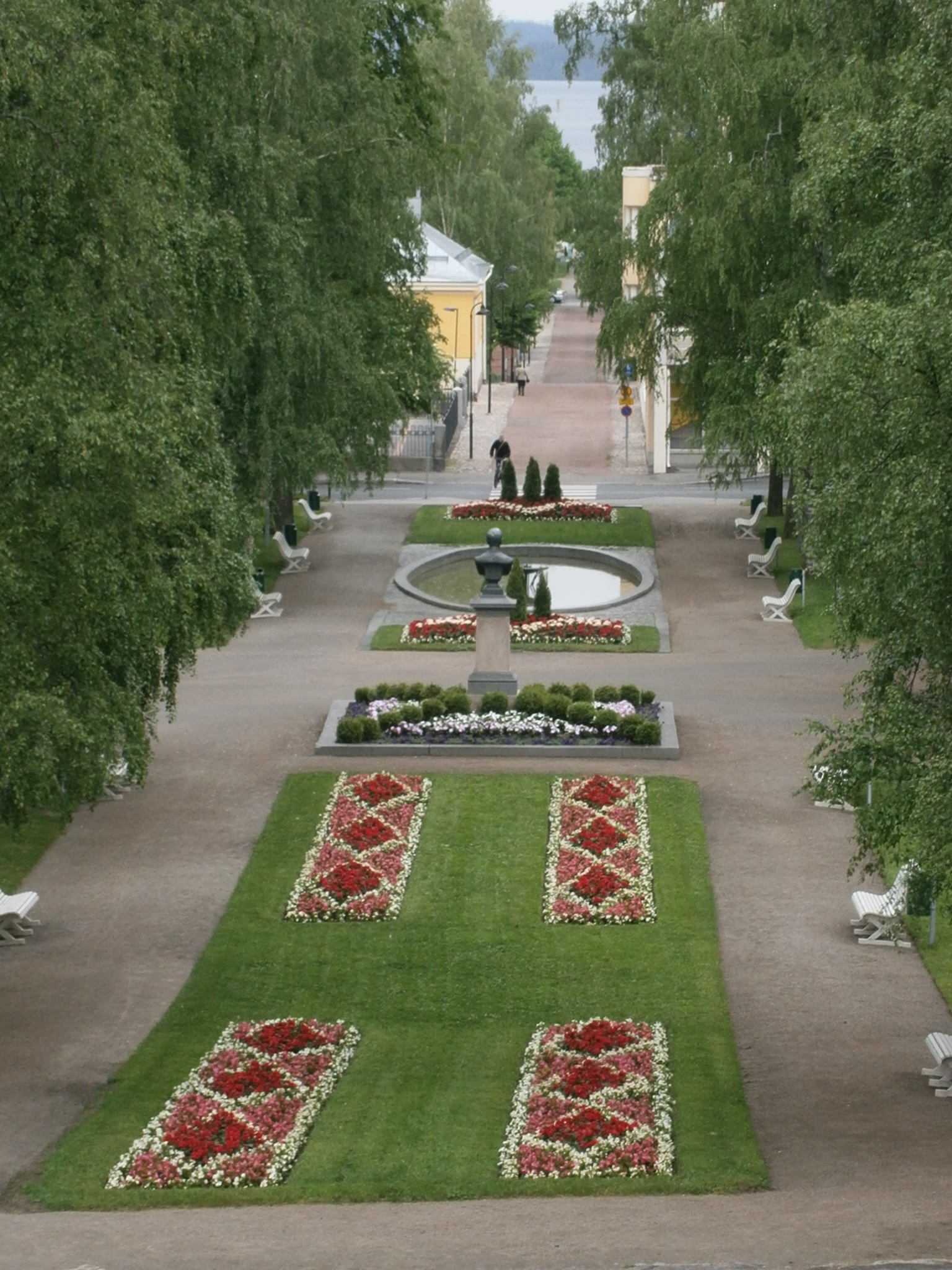
Parc Snellman.